# Miroslava Náchodská
Miroslava Náchodská je bývalá československá krasobruslařka.
Provdala se do New Yorku a žije v USA. 

## Výsledky
| Soutěž                                     | 1950 | 1951 | 1952 | 1953 | 1954 | 1955 |
| ------------------------------------------ | ---- | ---- | ---- | ---- | ---- | ---- |
| Mistrovství světa v krasobruslení          |      |      |      |      |      | 18   |
| Mistrovství Evropy v krasobruslení         |      |      |      |      |      | 8    |
| Mistrovství Československa v krasobruslení | 5    | 3    | 2    | 2    | 5    | 3    |